# (25490) Kevinkelly
(25490) Kevinkelly est un astéroïde de la ceinture principale d'astéroïdes.

## Description
(25490) Kevinkelly est un astéroïde de la ceinture principale d'astéroïdes. Il fut découvert le 7 décembre 1999 à Socorro (Nouveau-Mexique) par le projet LINEAR. Il présente une orbite caractérisée par un demi-grand axe de 2,43 UA, une excentricité de 0,15 et une inclinaison de 2,0° par rapport à l'écliptique.

## Compléments